# Сплитско-далматинска жупания
Сплитско-далматинска жупания е разположена в Южно Хърватско, в централната част на историческата област Далмация. Заема площ от 4534 км². Главен град на жупанията е град Сплит. Други по-големи градове са: Вис, Върлика, Хвар, Имотски, Омиш и Син. Сплитско-далматинска жупания е съставена от 39 общини.

## Население
Според преброяването през 2001 в Сплитско-далматинска жупания живеят 463 676 души. Според националната си принадлежност се разпределят така:
- хървати 96,3%
- сърби 1,2%
- албанци 0,2%
- бошняци 0,2%
- словенци 0,2%
- други 0,2%